# JWマリオット・ホテル・バンコク
座標: 北緯13度44分31.3秒 東経100度33分07.7秒 / 北緯13.742028度 東経100.552139度
JWマリオット・ホテル・バンコク(JW Marriott Hotel Bangkok)は、タイの首都であるバンコク・クローントゥーイ区にある最高級ホテル。

## 特徴
1997年に開業した24階建て441室の大型ホテル。ロビーは黒を基調とした吹き抜けである。バンコク・スカイトレインのプルーンチット駅とナーナー駅のほぼ中間に位置し、それぞれ徒歩約3分で行くことができるため、街歩きなどに便利である。そのロケーションからビジネス目的での宿泊客の割合が、バンコクにある他の最高級ホテルと比べて圧倒的に高い。
パッケージツアーやホテルクーポンで利用される客室の面積は約33平方メートルで、全室ともシャワーとバスタブが独立している。
16階から上は、一般の客室よりもグレードの高いサービスが受けられるエグゼクティブフロアとなっており、16階にクラブラウンジが設けられている。

## 設備
- マンハッタンバー(Manhattan Bar)　バー
- ニューヨーク ステーキハウス(New York Steakhouse)　ステーキ
- 津(Tsu Japanese Restaurant)　日本料理
- 波(Nami Teppanyaki Steakhouse)　鉄板焼
- 万豪(Man Ho Chinese Restaurant)　広東料理
- JW カフェ(JW Café)　インターナショナル料理
- BBCO (BBCO)　カフェ&ベーカリー
- スパ
- プール　屋外に1か所

など